# Швайкхард фон Хелфенщайн
Швайкхард фон Хелфенщайн (на немски: Schweikhart von Helfenstein; * 26 юни 1539 в дворец Нойфра, днес към Ридлинген; † 23 октомври 1599 в Ландсберг ам Лех) е граф на Хелфенщайн, херцогски баварски управител, президент на имперския съд в Шпайер, императорски щатхалтер на Тирол, писател, публицист и поддръжник на католическата реформа.
Той произлиза от швабския благороднически род на графовете на Хелфенщайн и е син на полковник граф Георг II фон Хелфенщайн, фрайхер на Гунделфинген (1518 – 1573), и първата му съпруга Мари де Бонард (1520 – 1565), дъщеря на Клаудиус фон Борварт и Йохана фон Маркт. Баща му се жени втори път за Аполония фон Цимерн (1547 – 1604), наследничка на господството Мескирх и замъците Вилденщайн и Фалкенщайн, дъщеря на Фробен Кристоф фон Цимерн, авторът на „Хрониката на графовете фон Цимерн“.
През 1565 г. Швайкхард фон Хелфенщайн става католик и започва кариера, както баща му. През 1562 – 1564 г. е президент на имперския съд, 1571 – 1575 г. императорски щатхалтер на Тирол, също 1574 – 1599 г. баварски херцогски съветник и управител на Ландсберг. Освен това той наследява титлата „фрайхер фон Гунделфинген“.
Швайкхард фон Хелфенщайн се жени през февруари 1561 г. за Мария фон Хоенцолерн-Зигмаринген (* 28 август 1544; † 13 декември 1611), дъщеря на граф Карл I фон Хоенцолерн-Зигмаринген и маркграфиня Анна фон Баден-Дурлах.
Те нямат живи деца и завещават цялата си собственост на йезуитския орден в Ландсберг. Той умира на 23 октомври 1599 г. на 60 години. Двамата са погребани в йезуитската църква Св. Кръст и монасите им правят през 1602 г. ренесансов гробен паметник.